# Parasulenus vittipennis
Parasulenus vittipennis là một loài bọ cánh cứng trong họ Cerambycidae.